# Саар (дільмунське поселення)

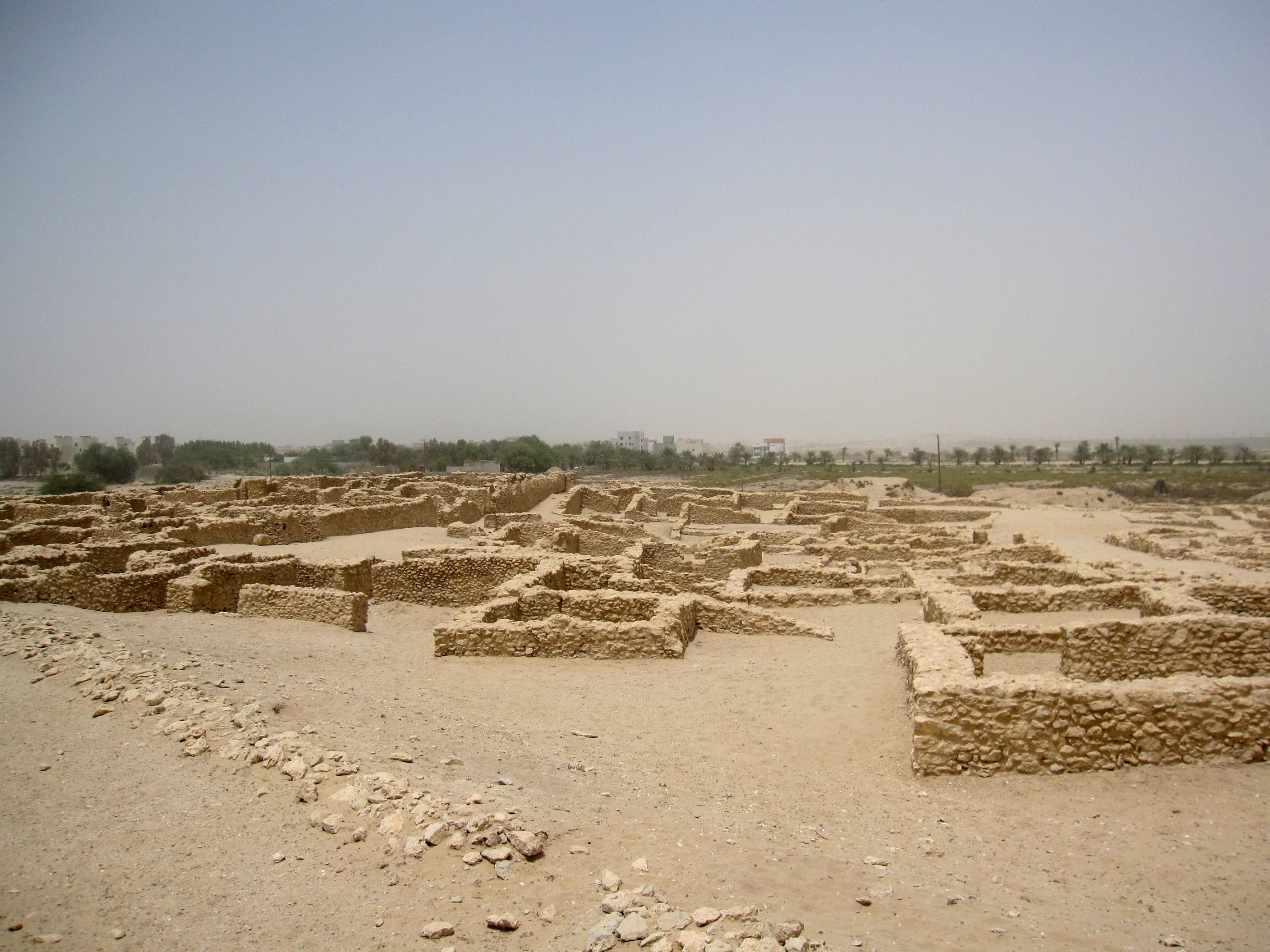
Загальний вигляд поселення

Саар (араб. سار) — умовна назва дільмунського поселення, розкопаного біля сучасного селища Саар у Бахрейні.
Поселення займало площу близько 2,25 га. Архітектурною його віссю була широка вулиця, від якої під прямим кутом відходили провулки, що місцями утворювали невеликі площі.
Селище складалося з дво- та трикімнатних будинків, які дуже добре збереглися — залишки мурів місцями сягають понад 3 метри, а домашні печі та вогнища залишилися майже недоторканими.
На найвищій точці поселення був розташований храм. Збереглися колони, що підтримували його склепіння, та два вівтарі. Припускають, що храм був святилищем бога Сонця, або ж принаймні був пов'язаний зі спостереженням за сонячним циклом.
Поселення у Саарі, є єдиним на Бахрейні, яке було розкопано археологами майже повністю, і тому дозволяє зрозуміти, яким було повсякденне життя мешканців острову на початку II тис. до н. е.
На південь від поселення розташовані два цвинтарі дільмунської доби, які складаються з кількох сотень типових для тодішньої культури «вуликоподібних» поховань — прямокутних камер з дугоподібним дахом, немов би «приліплених» одна до одної зовнішніми стінами. На східному краю південного цвинтаря було відведене особливе місце для дитячих поховань. Всі розкопані могили були пограбовані ще за давніх часів, можливо, невдовзі після того, як відбулися поховання.
Згодом у центрі північного цвинтаря на могилах був збудований невеликий прямокутний храм. Дослідники датують його 5-6 століттями нашої ери і це єдиний будинок цієї доби, знайдений на території Бахрейну.